# Vi de la terra Illes Balears
El Vi de la terra Illes Balears és una indicació geogràfica pels vins amb la menció tradicional vi de la terra produïts a les illes Balears, complementària a les altres indicacions més específiques. Va ser creada el 2003.

## Història
L'any 1972, mitjançant el Decret 835, de 23 de març, es reconeix la comarca vitivinícola balear. L'any 2003, mitjançant l'Ordre del conseller d'Agricultura i Pesca de 12 de febrer, es va regular la utilització de la menció «Vi de la terra Illes Balears». L'Ordre de 24 d'octubre de 2006, que derogà l'anterior, va introduir una sèrie de novetats en el Reglament, com és l'autorització de les varietats pinot noir, riesling i sauvignon blanc, així com la reglamentació del sistema de cultiu. Totes les botelles han d'anar amb un número de control oficial assignat per la Direcció General de Medi Rural i Marí.

## Geografia
L'àrea de producció del raïm i d'elaboració del «Vi de la terra Illes Balears» és el conjunt d'illes que formen l'arxipèlag que els dona el nom. A les Illes Balears es troben, en general, sòls de perfil poc desenvolupat i que manifesten una influència molt marcada de la roca mare. Aquests sòls són rics en sediments calcaris i arens silicis vermells que donen lloc a sòls bruns o vermellosos. El clima balear és una varietat insular del clima mediterrani. Les temperatures són moderades, especialment les mínimes. Les precipitacions mitjanes anuals són molt heterogènies amb relació a les distintes èpoques de l'any coincidint, a l'època estival, les màximes temperatures amb les menors precipitacions.

## Vins
Les característiques geoclimàtiques de les Illes Balears permeten l'obtenció de vins amb unes característiques pròpies, reforçades per l'existència d'algunes varietats autòctones. Predominen els vins negres de cabernet sauvignon, merlot i callet. Són vins amb molt de color i capa. La fase aromàtica es caracteritza per la presència de fruites vermelles. Són vins amb cos, potents, rics en tanins i aptes per a la criança. Els vins blancs varietals de chardonnay i de moscatell són de fama reconeguda. Els vins de chardonnay es caracteritzen pel seu cabal aromàtic, amb notes de fruites tropicals, pinya i plàtan, i en boca són frescs, amples i amb cos, amb un final llarg i persistent. Els moscats es caracteritzen per l'aroma floral, amb notes de gessamí i violeta, i en boca són equilibrats i frescs.
Les varietats de vi blanc són Chardonnay, moscatell, moll, parellada, macabeu, malvasia, riesling, viognier i sauvignon blanc.
I les varietats de vi negre són Cabernet sauvignon, merlot, sirà, monestrell, ull de llebre, fogoneu, callet, manto negre i pinot noir.
La graduació alcohòlica mínima és de 10,5° pel vi blanc, 11,0° pel vi rosat i 11,5° pel vi negre. L'acidesa volàtil no pot ser superior a 0,8 g per litre, expressada en àcid acètic.